# Сеньяне, Мотсе’о
Мотсеъо Филадель Сеньяне (сесото Mots’eoa Philadel Senyane; род. 19 марта 1968, Масеру) — писательница, бывший Верховный комиссар по делам граждан Лесото в Канаде. Была назначена на эту должность указом короля Лесото Летсие III.
Ныне является основателем информационного центра международной организации «Голубой крест» в Лесото.

## Биография
Мотсеъо родилась в столице Королевства Лесото, городе Масеру. В 1983 году переехала с родителями в Канаду, но вскоре вернулась обратно в Лесото. В 22 года вступила в международную организацию по противостоянию СПИДу в Лесото. Её первым заданием была помощь больным ВИЧ-СПИДом на дому.
В 2006 году была назначена на должность Верховного комиссара по делам граждан Лесото в Канаде указом короля Лесото Летсие III. Принимала активное участие в работе неправительственных канадских общественных организаций по оказанию помощи ВИЧ-инфицированным в Лесото.
Она является крупным спонсором многих неправительственных организаций. Она является основным сторонником международной организации Помощь Лесото, НПО в Salt Spring Island, Британская Колумбия, и OHAfrica. Она всегда была сторонником роста благосостояния Лесото и много раз участвовала в Международной конференции по проблеме СПИДа, которая проходит в Торонто.